# 早淵恒治
早淵 恒治（早渕、はやぶち つねじ、1901年（明治34年）1月24日 - 1964年（昭和39年）8月3日）は、大日本帝国陸軍軍人。最終階級は陸軍少将。

## 経歴
愛知県出身。1921年（大正10年）7月、陸軍士官学校第33期卒業。1931年（昭和6年）陸軍大学校第43期を優等で卒業。
支那事変で軍務課外交班長から中支那派遣軍隷下の第3飛行集団参謀として出動する。1941年（昭和16年）3月、陸軍大佐に進み、陸軍航空本部第2課長に補され、翌年の1942年（昭和17年）12月には第6飛行師団参謀長となり、ニューギニア戦線を指揮した。ついで航空本部附、陸軍大学校教官を経て、1945年（昭和20年）1月、陸軍航空士官学校教授部長に補され、同年3月、陸軍少将に進んだ。
1947年（昭和22年）11月28日、公職追放仮指定を受けた。

## 栄典
外国勲章佩用允許
- 1942年（昭和17年）12月28日 - タイ王国：白象第三等勲章[5]